# Château de Buthiers
Le château de Buthiers est un château situé à Buthiers, en France.

## Description
Le château est situé au cœur du village avec une façade sud qui s'ouvre vers un grand parc qui va jusqu'à l'Ognon et qui est traversé par la Buthiers.

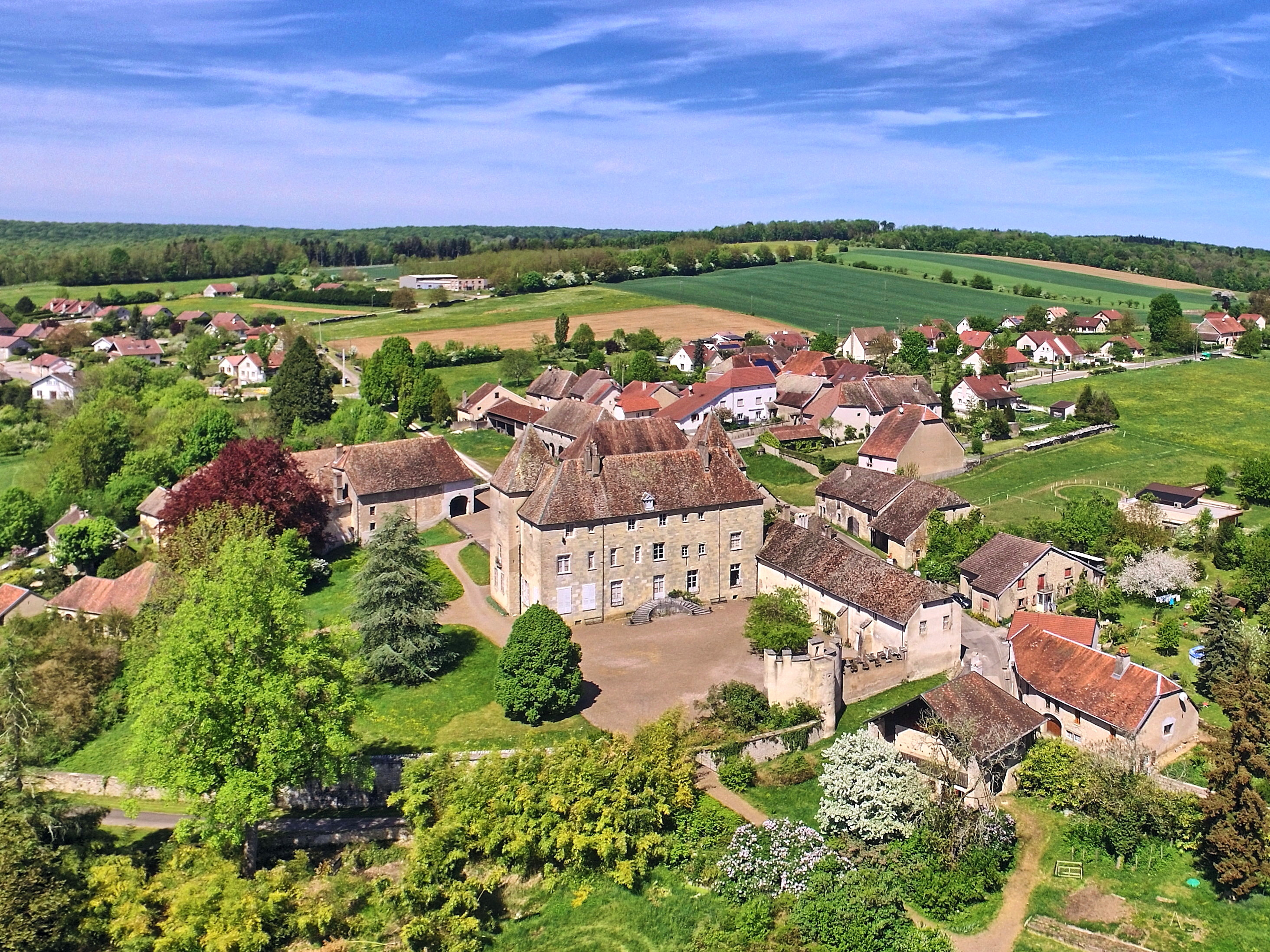
Vue d'ensemble du château.

## Localisation
Le château est situé sur la commune de Buthiers, dans le département français de la Haute-Saône.

## Historique
L'édifice est inscrit au titre des monuments historiques en 1980. Le parc, situé en partie sur commune de Voray-sur-l'Ognon, fait partie de la Réserve naturelle ou bocage de Buthiers, créée en 1982.

## Protection - Tourisme
Le Château et son parc font partie des sites inscrits de la Haute-Saône par la DREAL.